# Elżbieta Wiśniowska
Elżbieta Aleksandra Wiśniowska z domu Maziarz (ur. 16 czerwca 1975 w Ząbkowicach Śląskich) – polska polityk, historyk filozofii, posłanka na Sejm V kadencji.

## Życiorys

### Wykształcenie i praca zawodowa
W 1999 ukończyła studia z zakresu historii filozofii na Uniwersytecie Kardynała Stefana Wyszyńskiego w Warszawie, a w 2003 studia podyplomowe na Wydziale Prawa i Administracji Uniwersytetu Warszawskiego. Od 1999 do 2001 pracowała w prywatnym przedsiębiorstwie z branży reklamowej. W lutym 2011 została wiceprezesem spółki z o.o. Bioenergis.

### Działalność polityczna
W 1995 wstąpiła do Związku Zawodowego Rolnictwa „Samoobrona” oraz partii Przymierze Samoobrona (działającej następnie pod nazwą Samoobrona Rzeczpospolitej Polskiej). Weszła w skład rady krajowej obu organizacji, a także zasiadała w prezydium partii (do listopada 2007). Pełniła też funkcję wiceprzewodniczącej Ogólnopolskiej Organizacji Młodzieżowej Samoobrony RP.
W wyborach do Sejmu w 2001 bez powodzenia kandydowała z okręgu podwarszawskiego (otrzymała 2012 głosów). Od tego samego roku do 2005 kierowała biurem klubu parlamentarnego Samoobrony RP. W latach 2002–2006 zasiadała także w radzie programowej Polskiego Radia. Od lipca 2006 do listopada 2010 była członkinią rady programowej TVP.
W wyborach w 2005 z listy tej partii uzyskała mandat poselski na Sejm V kadencji z okręgu nowosądeckiego liczbą 4839 głosów. Pracowała w Komisji ds. Unii Europejskiej oraz Komisji Administracji i Spraw Wewnętrznych. Pełniła także funkcję wiceprzewodniczącej Komisji Samorządu Terytorialnego i Polityki Regionalnej oraz przewodniczącej Polsko-Chińskiej Grupy Parlamentarnej. Sprawowała także funkcję sekretarza Sejmu.
W przedterminowych wyborach parlamentarnych w 2007 bez powodzenia ubiegała się o reelekcję (otrzymała 1077 głosów). W 2008 została przewodniczącą struktur Samoobrony RP w Warszawie-Wilanowie. Następnie związała się z Polskim Stronnictwem Ludowym. Bez powodzenia kandydowała z listy tej partii do Sejmu w wyborach parlamentarnych w 2011 (otrzymała 403 głosy).

## Życie prywatne
Zawarła związek małżeński z synem Genowefy Wiśniowskiej.